# Palicourea ochnoides
Palicourea ochnoides är en måreväxtart som beskrevs av John Duncan Dwyer. Palicourea ochnoides ingår i släktet Palicourea och familjen måreväxter. Inga underarter finns listade i Catalogue of Life.